# 阿菲亚·西迪基
阿菲亚·西迪基（Aafia Siddiqui，1972年3月2日—）是一名巴基斯坦神经学家，2008年7月阿菲亚·西迪基因在阿富汗一处警局接受问讯时朝美国士兵及FBI特工人员开枪而遭美方逮捕，并于当年8月被带往美国。2010年9月，她被指控伤害FBI特工并帮助基地组织，被美国法院判处86年监禁。她的第二任丈夫是哈立德·谢赫·穆罕默德的侄子。